# Jaupaci
Jaupaci là một đô thị thuộc bang Goiás, Brasil. Đô thị này có diện tích 527,2 km², dân số năm 2007 là 3154 người, mật độ 6 người/km².